# Võ Thanh Hòa
Võ Thanh Hòa (sinh ngày 4 tháng 12 năm 1989) là một nhà sản xuất - đạo diễn phim đến từ Việt Nam.

## Tiểu sử và sự nghiệp
Võ Thanh Hòa sinh ra tại Vĩnh Long. Sinh trưởng trong một hãng phim gia đình, bố anh là diễn viên kiêm giám đốc Hãng phim Vifa Võ Thanh Phong và mẹ là nghệ sĩ Như Thủy, anh được tham gia đóng phim từ khi còn nhỏ.
Từ năm 1998, anh đã trở thành một diễn viên nhí được chú ý với các vai diễn trong phim: Hương dẻ, Chuyện tình bên dòng kênh Xáng, Bông dừa cạn, Miền đất phúc và Con gà trống. Trong quá trình tham gia đoàn phim, anh bắt đầu yêu thích công việc đạo diễn, và ấp ủ ước mơ trở thành một đạo diễn phim.
Năm 2005, Võ Thanh Hòa theo học trường Lasalle tại Singapore, chuyên ngành Đạo Diễn.
Năm 2010, Võ Thanh Hòa đạt giải Nam diễn viên phụ xuất sắc nhất tại Cánh diều vàng 2010 với vai diễn Điền trong phim Cánh đồng bất tận và đồng thời tốt nghiệp Đạo diễn Trường Lasalle (Singapore).
Thời điểm đó, kinh doanh gia đình gặp biến cố, anh phải tự bươn chải, đi từ con số không để tìm được chỗ đứng trong ngành làm phim ở Việt Nam. Anh bắt đầu từ vị trí nhỏ là trợ lý đạo diễn.
Học hỏi kinh nghiệm thực tế và chứng minh năng lực, anh lên làm phó đạo diễn, và được nhận vai trò đạo diễn cho bộ phim truyền hình đầu tiên, Mệnh lệnh hoa hồng.  Anh đồng thời trở thành đạo diễn phim truyền hình trẻ nhất Việt Nam.
Năm 2016, Võ Thanh Hòa đạo diễn phim điện ảnh đầu tay, Bệnh Viện Ma, phim kinh dị có doanh thu cao nhất Việt Nam thời điểm đó.
Năm 2018, Võ Thanh Hòa cho ra mắt phim Hoán Đổi và phim Ông Ngoại Tuổi Ba Mươi. Cùng trong năm đó, anh cùng vợ là Mai Bảo Ngọc, thành lập công ty làm phim 89s Group.
Năm 2019, Võ Thanh Hòa đạo diễn web drama 5 tập Ghe Bẹo Ghẹo Ai, mỗi tập đều vượt mốc triệu view và tạo được viral trên các nền tảng xã hội.
Năm 2020, Võ thanh Hòa tiếp tục cho ra mắt phim điện ảnh "Chị Mười Ba - 3 ngày sinh tử", đạt doanh thủ hơn một trăm tỷ, trở thành bộ phim hành động hài có doanh thu cao nhất thời điểm đó.
Năm 2022, Võ Thanh Hòa ra mắt phim Chìa Khoá Trăm Tỷ và Nghề Siêu Dễ, bộ phim hài hành động được sự đón nhận của khán giả và đạt doanh thu cao.
Định hướng con đường sự nghiệp với thể loại hài hành động, năm 2023 Võ Thanh Hòa tiếp tục ra mắt bộ phim Siêu Lừa Gặp Siêu Lầy.

## Đời tư
Hiện anh đã kết hôn với nữ diễn viên Mai Bảo Ngọc. Cả hai có một cô con gái tên Võ Ngọc Phương Linh.

## Tác phẩm

### Vai trò diễn viên

#### Truyền hình
| Năm  | Tên phim                       | Vai diễn                 | Đạo diễn                 | Kênh    | Nguồn |
| ---- | ------------------------------ | ------------------------ | ------------------------ | ------- | ----- |
| 1999 | Đồ thành thiên đường           | Tùng                     | Dung                     | HTV7    |       |
| 2001 | Hương dẻ                       | Chính                    | Vinh Hương               | HTV7    |       |
| 2002 | Chuyện tình bên dòng kênh xáng | Sáng                     | Châu Huế                 | HTV7    |       |
| 2003 | Con gà trống                   | Nam                      | Nguyễn Quang Dũng        | HTV7    |       |
| 2003 | Vai diễn đầu đời               | Còi                      | Đinh Đức Liêm            | HTV7    |       |
| 2007 | Miền đất phúc                  | Phúc (lúc nhỏ)           | Đinh Đức Liêm            | HTV9    |       |
| 2011 | Anh và em                      | Tâm Vũ                   | Kim Hyo Yung             | VTV9    |       |
| 2012 | Biệt đội hy vọng               | Sơn lúc nhỏ              | Nguyễn Thành Vinh        | HTV7    |       |
| 2012 | Đôi cánh đồng tiền             | Khánh                    | Nguyễn Minh Cao          | VTV3    |       |
| 2014 | Con trai con gái               | Phúc (lúc nhỏ)           | Kim Hyo Jung - Chu thiện | HTV7    |       |
| 2016 | Sông phố nhà ghe               | Út Tòng                  | Trần Ngọc Phong          | TodayTV |       |
| 2016 | Dòng sông huynh đệ             | Phạm Hữu Cường (lúc nhỏ) | Kim Hyo Yung             | HTV2    | [ 2 ] |

#### Điện ảnh
| Năm  | Tên phim          | Vai diễn           | Đạo diễn               | Nguồn |
| ---- | ----------------- | ------------------ | ---------------------- | ----- |
| 2010 | Cánh đồng bất tận | Điền               | Nguyễn Phan Quang Bình |       |
| 2011 | Cô dâu đại chiến  | Thái lúc tuổi teen | Victor Vũ              |       |

### Vai trò đạo diễn

#### Truyền hình
| Năm  | Tên phim           | Ghi chú | Tập | Kênh |  | Đạo diễn   |
| ---- | ------------------ | ------- | --- | ---- |  | ---------- |
| 2010 | Mệnh lệnh hoa hồng | Bình    | 60  | HTV7 |  | [ 3 ]      |
| 2016 | Xóm trọ vui nhộn   | Tấn     | 106 | HTV7 |  |            |
| 2017 | Cung đường trắng   | Biên    | 72  | VTV3 |  | Đỗ Phú Hải |

#### Điện ảnh
| Năm  | Tên phim                     | Ghi chú      | Nguồn |
| ---- | ---------------------------- | ------------ | ----- |
| 2016 | Bệnh viện ma                 | Quang        |       |
| 2018 | Cung đường trắng             | Biên         |       |
| 2018 | Ông ngoại tuổi 30            | Tú           | [ 4 ] |
| 2020 | Chị Mười Ba: 3 ngày sinh tử  | Ngọc         | [ 5 ] |
| 2022 | Chìa khóa trăm tỷ            | Minh         | [ 6 ] |
| 2022 | Nghề siêu dễ                 | Huy          | [ 7 ] |
| 2023 | Siêu lừa gặp siêu lầy        | Phong        |       |
| 2023 | Quỷ cẩu                      | Nhà sản xuất |       |
| 2024 | Linh miêu                    | Nhà sản xuất |       |
| 2024 | Kính vạn hoa: Bắt đền con ma | Sơn          | [ 8 ] |

## Giải thưởng
| Năm  | Giải thưởng                             | Hạng mục                                      | Tác phẩm                        | Kết quả   | Nguồn  |
| ---- | --------------------------------------- | --------------------------------------------- | ------------------------------- | --------- | ------ |
| 2010 | Giải Cánh diều                          | Nam diễn viên phụ xuất sắc                    | Cánh đồng bất tận               | Đoạt giải | [ 9 ]  |
| 2022 | DAN Movie & TV                          | Đạo diễn được yêu thích nhất                  | Chìa Khoá Trăm Tỷ, Nghề Siêu Dễ | Đoạt giải |        |
| 2024 | Liên hoan phim Châu Á Đà Nẵng lần thứ 2 | Phim hay nhất - Hạng mục phim Việt Nam dự thi | Quỷ cẩu                         | Đề cử     | [ 10 ] |